# Václav Kolář (architekt)
Václav Kolář, v literatuře též Antonín Kolář nebo Václav Antonín Kolář (17. července 1841 Bašnice – 31. prosince 1900 Sofie) byl český architekt, tvůrce prvního urbanistického plánu Sofie a několika významných staveb v tomto městě.

## Život

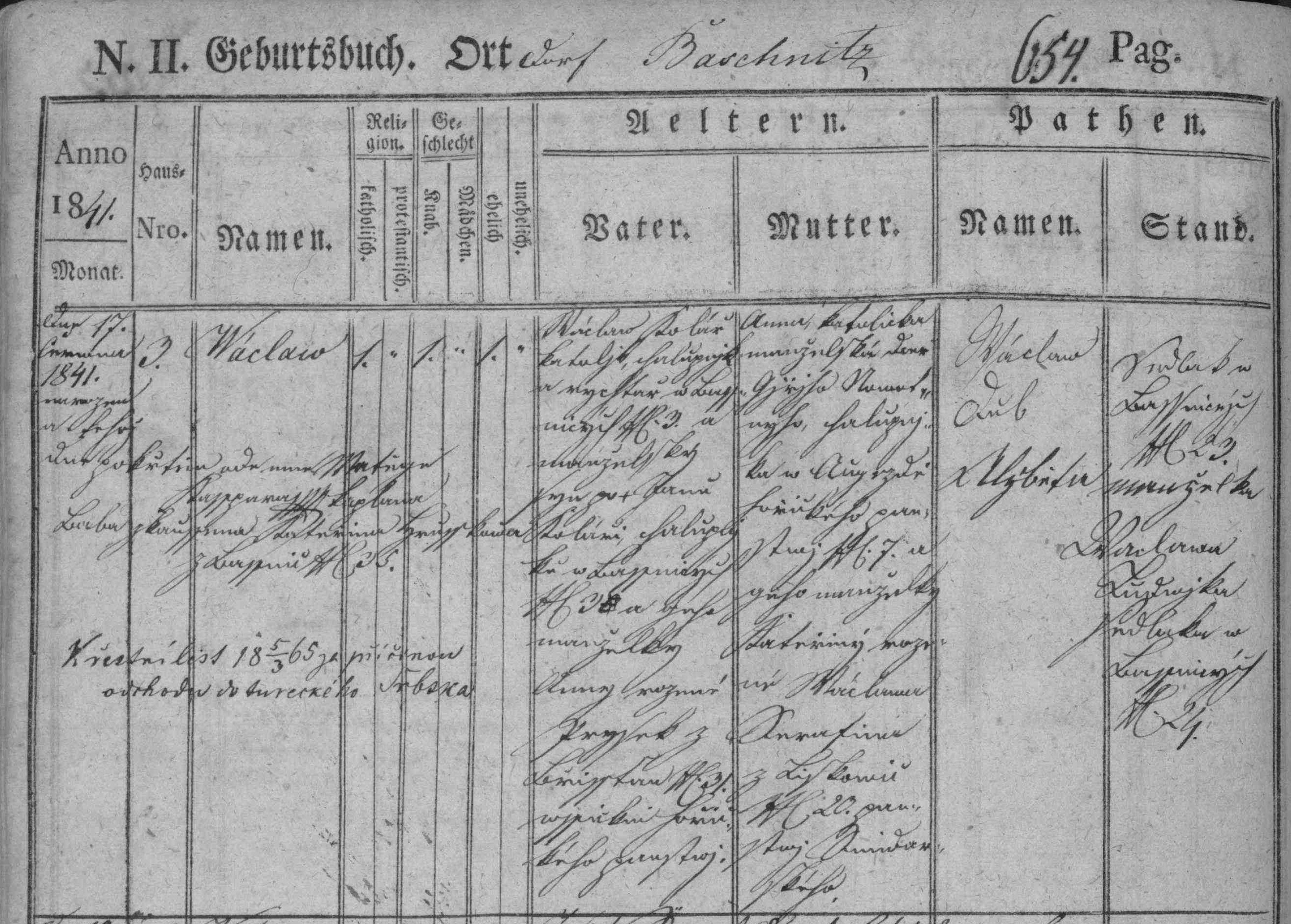
Václav Kolář, Záznam o narození a křtu

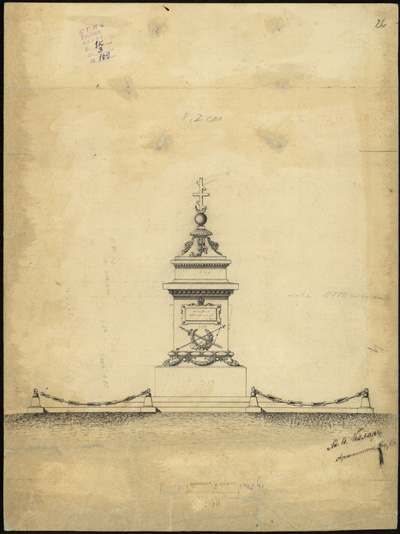
Kolářův návrh pomníku Vasila Levského

### Mládí
Narodil se ve východočeské Bašnici, v rodině rychtáře a chalupníka Václava Koláře a jeho manželky Anny, rozené Novotné. Pokřtěn byl jako Václav (později je křestní jméno uváděno jako Antonín Václav nebo Antonín).
Absolvoval reálku v Praze, zúčastnil se jako dobrovolník polského povstání proti Rusku (1863). Dosáhl hodnosti poručíka a po porážce byl postrkem poslán do domovské obce.

### V Srbsku a Rumunsku
Z domova odešel, aniž by řekl kam. Až po dvou letech se rodiče dozvěděli, že je kresličem v srbském Bělehradě u místního stavitele. (To potvrzuje poznámka v matrice narozených „Křestní list 5. 3. 1865 za příčinou odchodu do tureckého Srbska“.) Odtud se dostal do Bukurešti, kde pracoval opět jako kreslič. Získal státní stipendium, které mu umožnilo technické studium v Paříži a ve Vídni. Po návratu pracoval několik let na rumunském ministerstvu veřejných prací.

### V Bulharsku
Když vypukla rusko-turecká válka (1877–1878), přešel s ruskými vojsky do Bulharska. Doprovázel knížete Alexandra Michajloviče Dondukova-Korsakova (1820–93), pozdějšího ruského správce Bulharska. Po vzniku samostatného Bulharska se zde usadil a pracoval až do své smrti.
Bulharská vláda odmítla jeho projekt chrámu Alexandra Něvského a Václav Kolář odešel, dotčen nedůvěrou, ze státní služby; poslední tři léta života prožil jako soukromník bez výslužby. Celý život prožil jako starý mládenec.

## Dílo
Od května 1878 byl prvním hlavním architektem nového hlavního města Sofie. Jeho hlavním úkolem bylo „vyčistit město, v průběhu srpna a září 1878 demolice mnoha domů a změny blátivých a téměř nesjízdných ulic.“ Byl autorem prvního územního plánu hlavního města.
V hlavním městě Bulharska stavěl ve své době nejvýznamnější budovy:
- Národní shromáždění
- Ústřední vojenský klub
- Důstojnický klub
- Vojenská akademie Georgi Rakovski
- Grand hotel Bulgaria
- První projekt hlavního nádraží v Sofii
- Pomník národního hrdiny Vasila Levského[3]

## Ocenění
- Za života byl oceněn ruským řádem sv. Stanislava a pamětní medailí na Svatoanenské stuze[2]
- V Sofii je po něm pojmenována ulice Antonína Koláře (bulharsky: улица Антонин Колар)

## Galerie

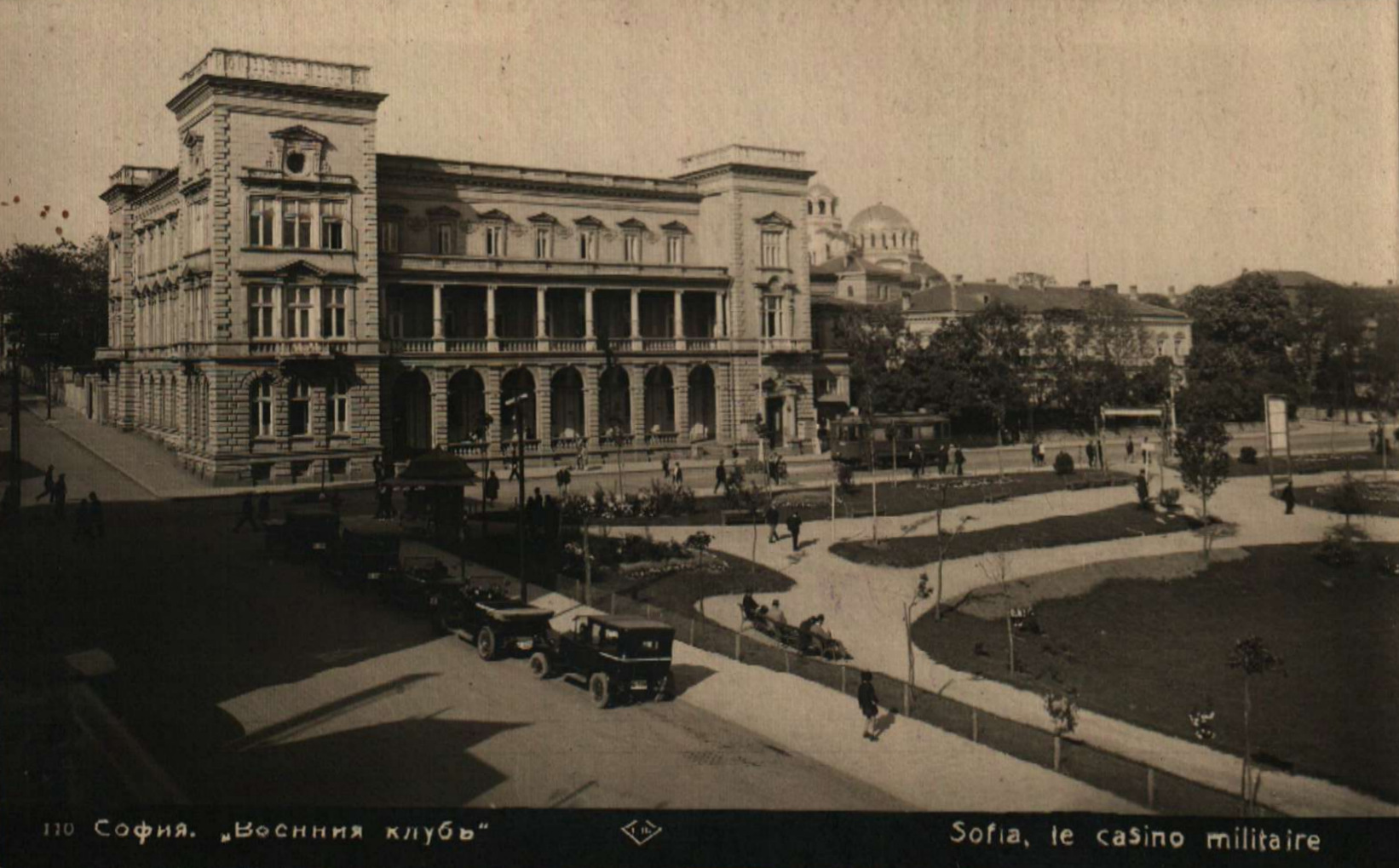
Vojenský klub, Sofia
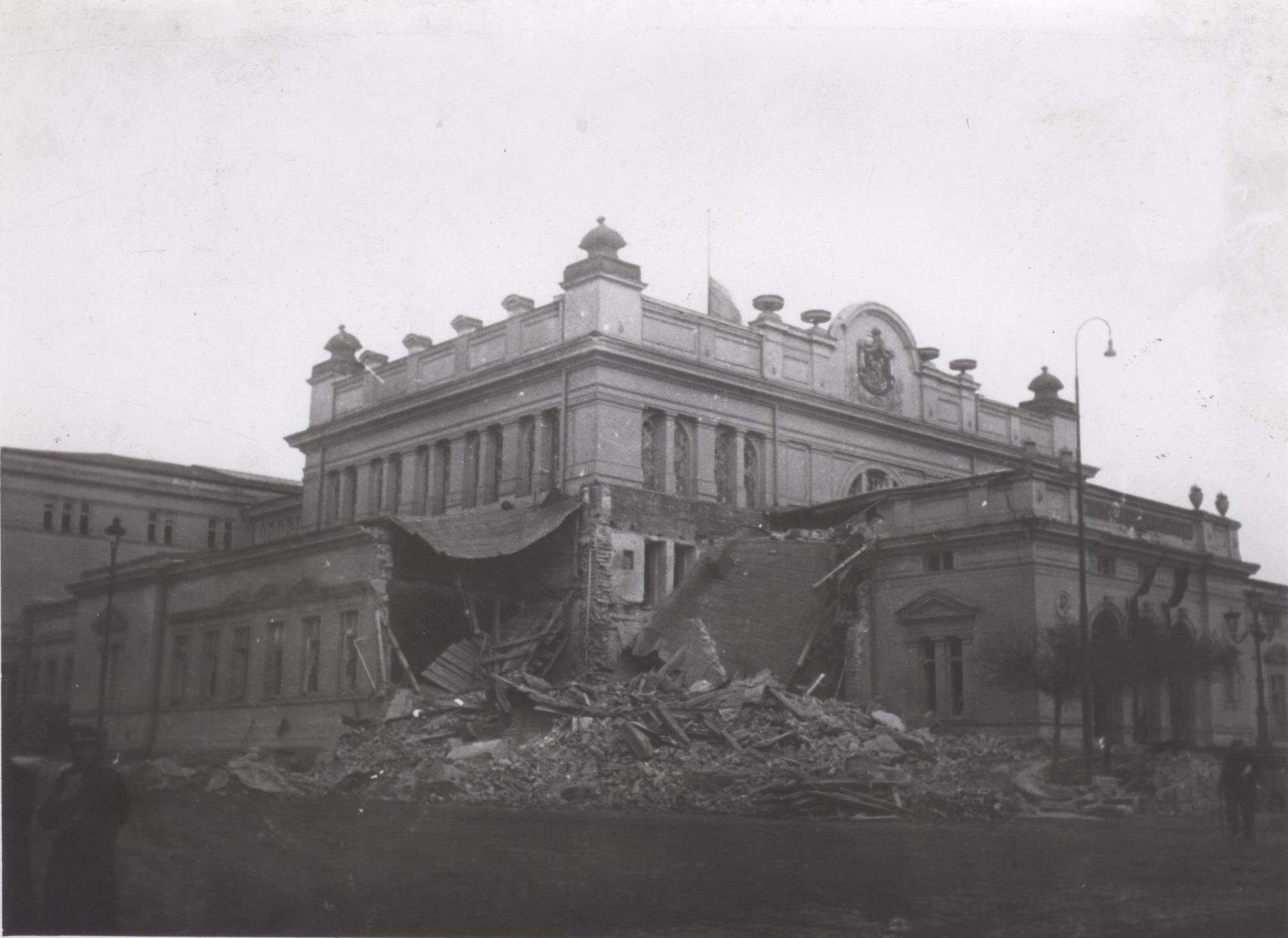
Národní shromáždění, Sofie (po bombardování 1944)
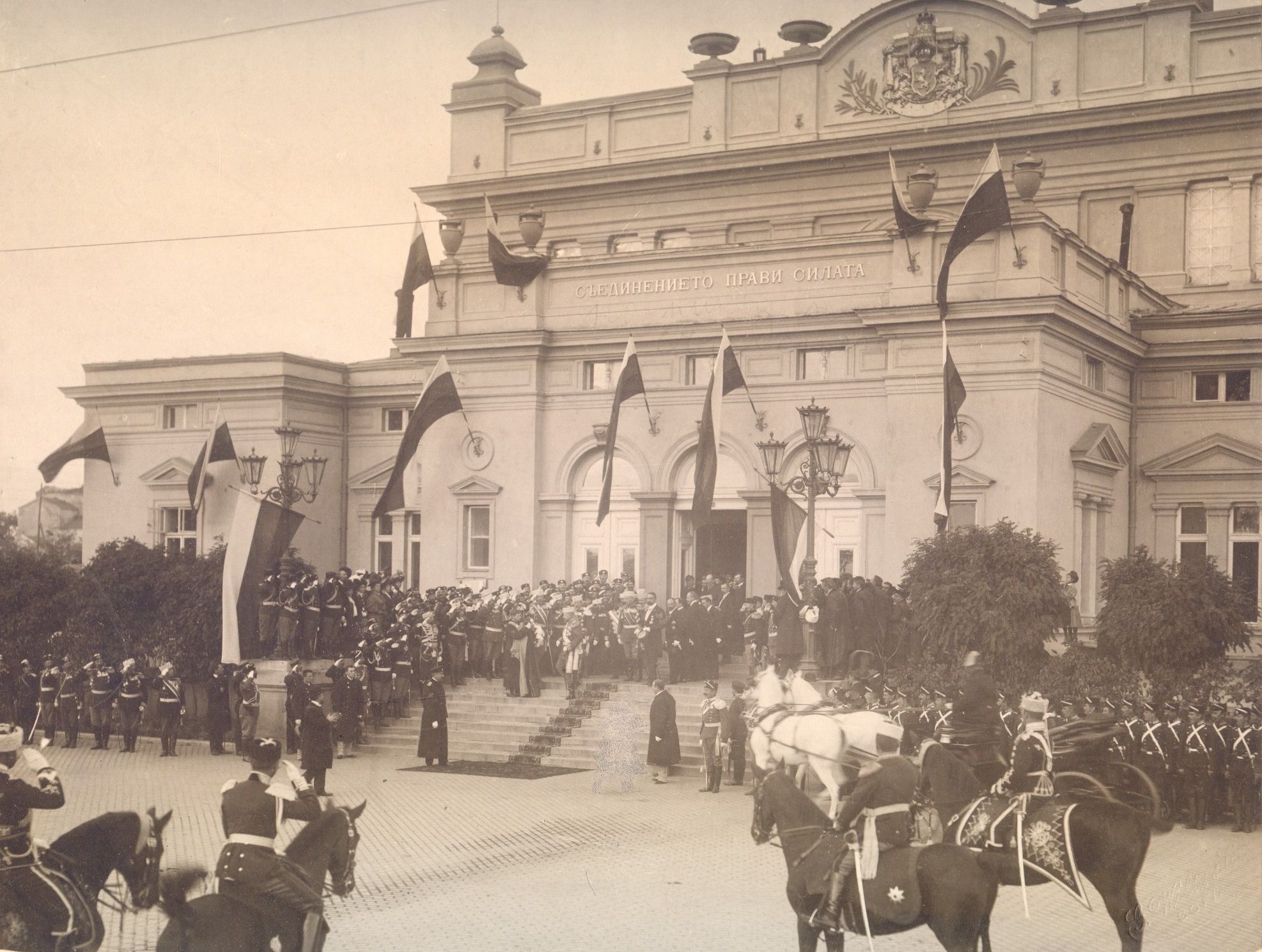
Národní shromáždění, Sofie, 1908
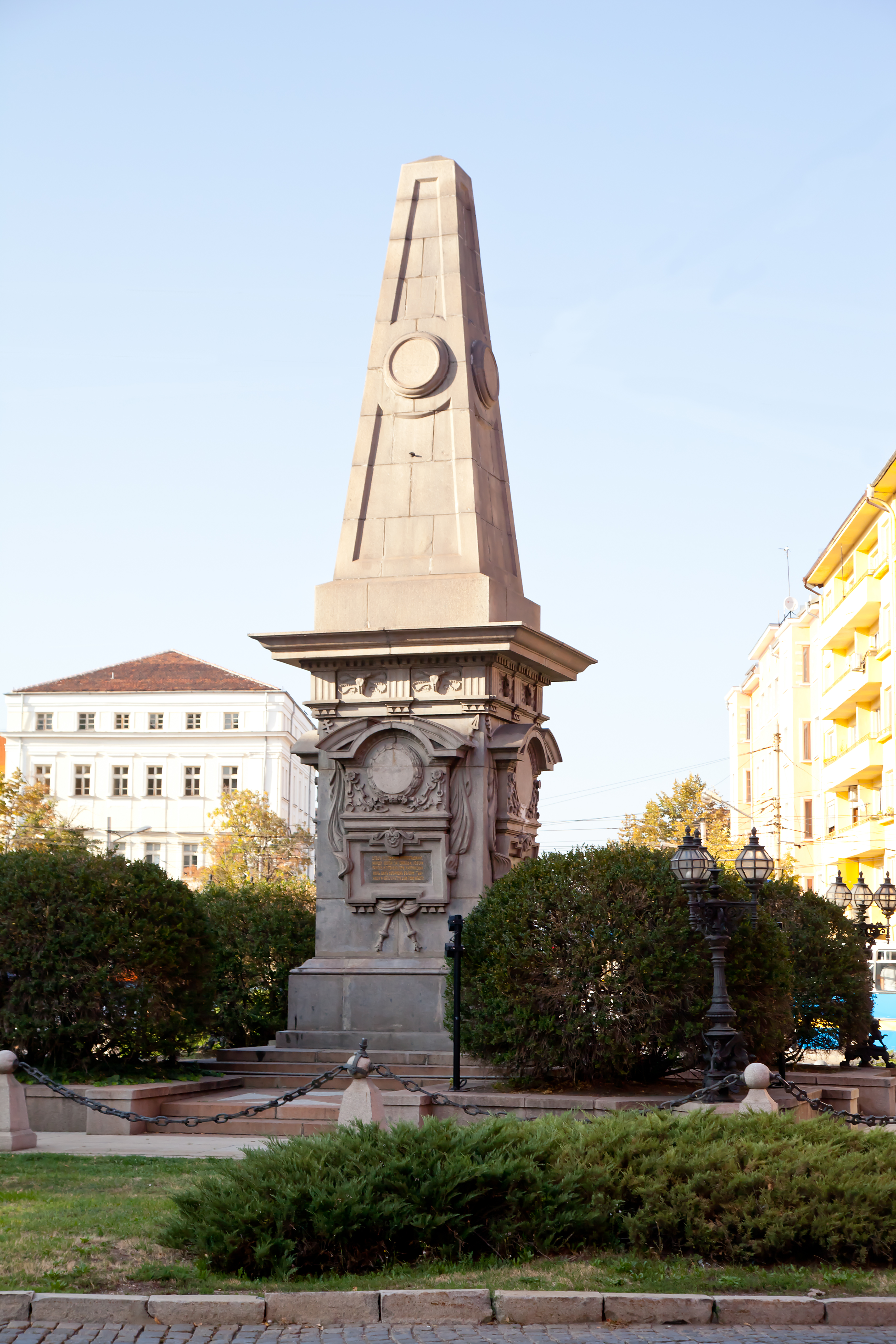
Pomník Vasila Levského, Sofie
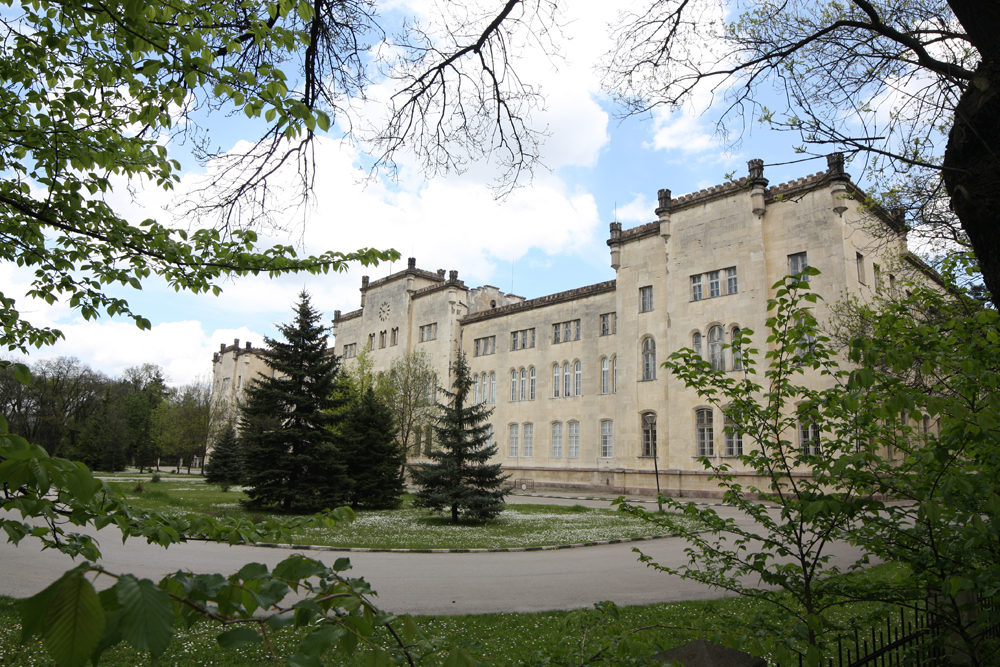
Vojenská akademie, Sofie